# Sobralia paludosa
Sobralia paludosa là một loài thực vật có hoa trong họ Lan. Loài này được Linden miêu tả khoa học đầu tiên năm 1851.